# Brandskyddsföreningen

Brandskyddsföreningen är en Ideell organisation som arbetar för ett brandsäkrare och hållbart Sverige. Genom information, utbildning och rådgivning hjälper de privatpersoner, företag, kommuner och organisationer att ta eget ansvar för brandskyddet.
Föreningen finansieras främst av sina medlemmar och utbildningar och arbetar tillsammans med näringslivet och ett stort antal medlemsföretag. Grunden för Brandskyddsföreningen är 20 regionala brandskyddsföreningar. 
Föreningarna samverkar med myndigheter och organisationer på alla nivåer i samhället och medverkar i standardisering, normarbete samt är remissorgan inom områdena brand och räddning. Internationellt samarbetar de med systerorganisationer i andra länder. Detta sker mest aktivt på europanivå genom CFPA (Confederation of Fire Protection Associations).
Brandskyddsföreningens Service AB säljer utbildningar, e-learning, filmer och förlagsprodukter. All vinst går direkt in i föreningens arbete och finansierar ideell verksamhet, bland annat den nationella samordningen av Civila insatspersoner.